# Pantha Du Prince
Хендрик Вебер, больше известный как Pantha du Prince, Panthel или Glühen 4, — немецкий электронный продюсер и диджей, сотрудничающий с гамбургским музыкальным лейблом Dial Records и британским Rough Trade.

## Карьера
Стиль Pantha du Prince варьируется от хауса и минимал-техно до того, что сам артист называет «Sonic House», объединяющего акустические элементы, уличную запись (запись за пределами студии) и отсылки к шугейзингу. Он начал работать под именем Pantha du Prince в 2002 году, выпустив четырёхтрековый двенадцатидюймовый релиз Nowhere. Его первый полноформатный CD Diamond Daze был выпущен в 2004 и получил хорошие отзывы критиков, которые отмечали влияние таких шугейзовых групп как My Bloody Valentine, Moose, Slowdive и детройтского техно. Релизы 2005 года, Butterfly Girl Versions, и 2006 года, Lichten/Walden, как и дебютный, были выпущены на немецком лейбле Dial Records. В 2007 году выходит второй полноценный альбом This Bliss, также получивший хорошие отзывы. В частности, немецкие журналы о техно-музыке Spex и Groove назвали This Bliss пластинкой месяца. Американский музыкальный интернет-портал Pitchfork также дал альбому положительную оценку. Альбом 2010 года Black Noise был выпущен после перехода музыканта на британский лейбл Rough Trade. В январе 2013 был выпущен альбом Elements of light, записанный совместно с The Bell Laboratory.

## Дискография

#### Альбомы
- Diamond Daze (2004)
- This Bliss (2007)
- Black Noise (2010)
- Elements of Light (with The Bell Laboratory) (2013)

#### Синглы
- Nowhere (2002)
- Butterfly Girl Versions (2005)
- Lichten/Walden (2006)
- Behind The Stars (2009)